# Rillstieliger Seitling
Der Rillstielige Seitling (Pleurotus cornucopiae) ist ein Pilz aus der Gattung der Seitlinge (Pleurotus).

## Beschreibung

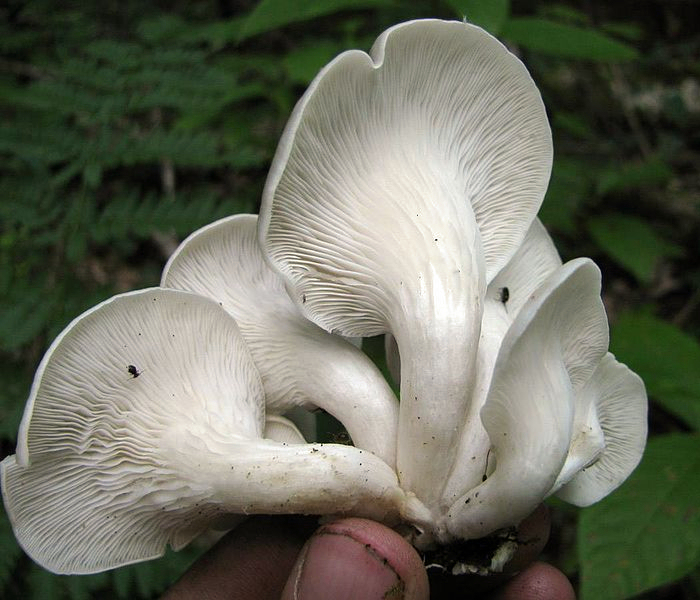
Blick auf die Hutunterseiten mit den herablaufenden Lamellen

Der Rillstielige Seitling ist ein Pilz mit exzentrischem Stiel und 5–12 cm breiten Hüten. Er ist oberseits blass gelbbraun bis graubräunlich gefärbt, die Farbe ist vom Standort abhängig, je sonniger dieser ist, desto dunkler werden die Farben, mit zunehmendem Alter verblasst der Pilz. Die Oberseite ist zunächst etwas flockig, verkahlt aber mit zunehmendem Alter. Die schmutzig-weißen Lamellen zeigen häufig einen rosa Schimmer, sie stehen gedrängt, bilden am Stiel Anastomosen und laufen fadenförmig am Stiel herab, wodurch dieser gerippt oder gerillt erscheint (Name!). Der kurze Stiel ist wie die Lamellen schmutzig-weißlich und kahl, lediglich die Basis ist mit etwas weißem Filz bedeckt. Der Rillstielige Seitling riecht mehlartig, das Fleisch ist anfangs weich und wird später zäh.

## Ökologie
Der Rillstielige Seitling ist ein Schwächeparasit und Saprobiont an Laubbäumen, besonders Pappel und Ulme, neben diesen Arten werden weitere Laubhölzer befallen. Er kommt vor allem in naturnahen Auwäldern, in Pappelpflanzungen, in Parkanlagen und an Straßenbäumen in Innenstädten vor. Durch Umwandlung seines natürlichen Lebensraumes gilt der Rillstielige Seitling zunehmend als gefährdet.

## Verbreitung
Der Rillstielige Seitling ist in wärmeren Gebieten der Holarktis verbreitet, in Europa hat er einen Verbreitungsschwerpunkt im Balkanraum, in Mittel- und Westeuropa ist er seltener. Er kommt in Deutschland vor allem in den großen, wärmebegünstigten Flusstälern vor und fehlt in höheren Lagen.

## Bedeutung
Der Rillstielige Seitling ist essbar, als Holzschädling ist er unbedeutend.